# Ambulante gira de documentales

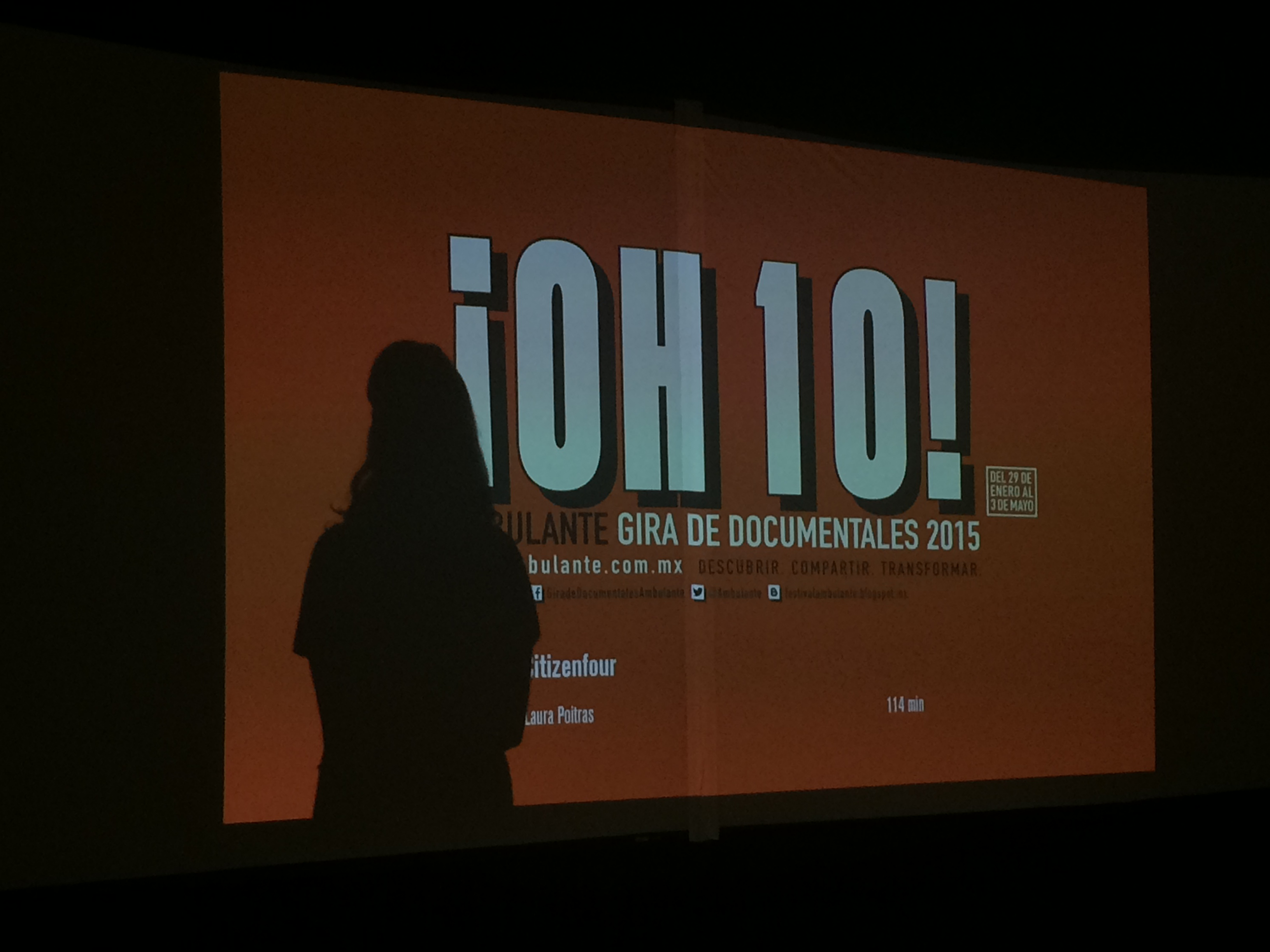
Presentación de Citizenfour durante Ambulante 2015.

Ambulante es un festival itinerante no-competitivo de documentales organizado por la asociación civil mexicana del mismo nombre, creada en 2005 por los actores Diego Luna y Gael García Bernal; el productor de cine Pablo Cruz y Elena Fortes, primera directora del certamen. Su objetivo es promover el género documental en zonas donde la difusión de estas producciones es poco común, visitando cada año diversas ciudades de México y proyectando materiales mexicanos y extranjeros, así como charlas con realizadores, talleres y otras actividades especiales.
En 2010, Ambulante tuvo su primera gira en El Salvador, y en 2014 llegó a California, en Estados Unidos, y a Colombia, todo esto como parte del proyecto Ambulante Global.
Además de sus giras por México, Estados Unidos, El Salvador y Colombia, el festival ha tenido presencia en 15 países a través de distintas colaboraciones con otros festivales e instituciones, alcanzando para 2012 cerca de 100 mil espectadores.

## Secciones
Hasta la novena edición, celebrada en 2014, las secciones activadas al menos en una ocasión, eran:
| Nombre             | Descripción |
| ------------------ | --- |
| Reflector          | Películas de gran atractivo e interés general que han sido aclamadas por la audiencia y los críticos de diferentes festivales de todo el mundo. En la edición de 2011 y 2012 el nombre de esta sección era "Dedazo".                   |
| Pulsos             | Selección de la más reciente producción documental en México que promueve obras con voz y visiones originales. |
| Ambulante Más Allá | Fomenta y difunde la realización cinematográfica independiente para lograr que nuevos realizadores provenientes de diversos rincones de México y Centroamérica cuenten sus historias desde una perspectiva cultural y estética propia. |
| Observatorio       | Serie de documentales de vanguardia de todo el mundo que inspiran nuevas formas de pensar y de interpretar la realidad. |
| Dictator's Cut     | Sección dedicada a los derechos humanos y a la libertad de expresión, así como a distintas problemáticas vinculadas a la censura. |
| Injerto            | Obras realizadas por artistas y cineastas a partir de un diálogo entre el arte contemporáneo y el cine. |
| Sonidero           | Producciones sobre diversas corrientes musicales, desde propuestas con contenido social y político, hasta conciertos delirantes para ávidos seguidores.                                                                                |
| Ambulantito        | Programa de cortometrajes destinado principalmente a niños, adolescentes y jóvenes. |
| Enfoque            | Sección dedicada al tema de cada edición del festival. |
| Imperdibles        | Amplia variedad de actividades: conciertos, instalaciones, presentaciones de documentales en vivo, mesas redondas, talleres y proyecciones exclusivas.                                                                                 |
| Ambulante 3D       | Sección dedicada a documentales realizados con tecnología 3D. Hasta el momento, la única edición en la que se activó esta sección fue en 2012, proyectando La cueva de los sueños olvidados de Werner Herzog y Pina de Wim Wenders.    |

## Ediciones
| Núm. de edición | Año  | Entidades sedes | Temática de la edición | Documentales destacados |
| --------------- | ---- | --- | ---------------------- | --- |
| 10              | 2015 | DF (29 de enero al 12 de febrero), Guerrero (12 al 19 de febrero), Morelos (12 al 19 de febrero), Puebla (19 al 26 de febrero), Veracruz (26 de febrero al 5 de marzo), Zacatecas (5 al 12 de marzo), Coahuila (12 al 19 de marzo), Michoacán (19 al 26 de marzo), Chiapas (26 de marzo al 2 de abril), Jalisco (9 al 16 de abril), Baja California (16 al 23 de abril), Oaxaca (23 de abril al 3 de mayo).                                          | ¡Oh 10!                | Citizenfour(Estados Unidos-Alemania, 2014). Dir. Laura Poitras / Bronx Obama (Estados Unidos, 2014). Dir. Ryan Murdock |
| 9               | 2014 | DF (30 de enero al 13 de febrero), Guerrero (13 al 20 de febrero), Zacatecas (13 al 20 de febrero), Puebla (20 al 27 de febrero), Veracruz (27 de febrero al 6 de marzo), Nuevo León (6 al 13 de marzo), Coahuila (13 al 20 de marzo), Michoacán (20 al 27 de marzo), Chiapas (27 de marzo al 3 de abril), DF - Vive Latino (27 al 30 de marzo), Jalisco (3 al 10 de abril), Baja California (10 al 17 de abril), Oaxaca (24 de abril al 4 de mayo). | El tiempo              | The Act of Killing(Dinamarca-Noruega-Reino Unido, 2012). Dir. Joshua Oppenheimer / Blackfish(EUA, 2013). Dir. Gabriela Cowperthwaite / Narco Cultura (EUA, 2013). Dir. Shaul Schwarz / Pussy Riot: A Punk Prayer (Rusia-Reino Unido, 2013). Dir. Mike Lerner, Maxim Pozdorovkin / El objeto antes llamado disco, la película (Argentina-Chile-México-EUA). Dir. Gregory Allen |
| 8               | 2013 | DF (8 al 21 de febrero), Guerrero (22 al 28 de febrero), Puebla (1 al 7 de marzo), Veracruz (8 al 14 de marzo), DF - Festival Vive Latino (15 al 17 de marzo), Baja California (15 al 21 de marzo), Nuevo León (29 de marzo al 4 de abril), Coahuila (5 al 11 de abril), Jalisco (12 al 18 de abril), Michoacán (19 al 25 de abril), Chiapas (26 de abril al 2 de mayo), Oaxaca (3 al 9 de mayo).                                                    | Cine sobre cine        | The Queen of Versailles (EUA, 2012). Dir. Lauren Greenfield / El alcalde (México, 2012). Dir. Emiliano Aluna, Carlos F. Rossini y Diego E. Osorno / Ai Weiwei: Never Sorry (EUA, 2012). Dir. Alison Klayman / Searching for Sugar Man (Suecia-Reino Unido, 2012). Dir. Malik Bendjelloul                                                                                      |
| 7               | 2012 | DF (10 al 23 de febrero), Guerrero (24 de febrero al 1 de marzo), Puebla (2 al 8 de marzo), Veracruz (9 al 15 de marzo), Baja California (16 al 22 de marzo), Estado de México y Nuevo León (23 al 29 de marzo), DF - Festival Vive Latino (23 al 25 de marzo), Sonora (30 de marzo al 5 de abril), Chiapas (6 al 12 de abril), Jalisco (13 al 19 de abril), Michoacán (20 al 26 de abril), Oaxaca (27 de abril al 3 de mayo).                       | Utopías                | Pina (Alemania, 2011). Dir. Wim Wenders / Pequeñas voces (Colombia, 2010). Dir. Jairo Eduardo Carrillo / Los cosechadores y yo (Francia, 2000). Dir. Agnès Varda / |

## Reconocimientos
- Ambulante fue reconocida con el Premio Príncipe Claus de los Países Bajos en 2019 por sus contribuciones al impulso a la cultura.[8]
- En 2019 Ambulante fue reconocida en la novena edición de Márgenes, festival de cine dedicado a las nuevas tendencias audiovisuales en España, Latinoamérica y Portugal, con el premio Especial Márgenes, siendo la primera organización en recibirlo, por haber servido de inspiración y referencia para las actividades del festival.[9]